# Первенцев, Аркадий Алексеевич

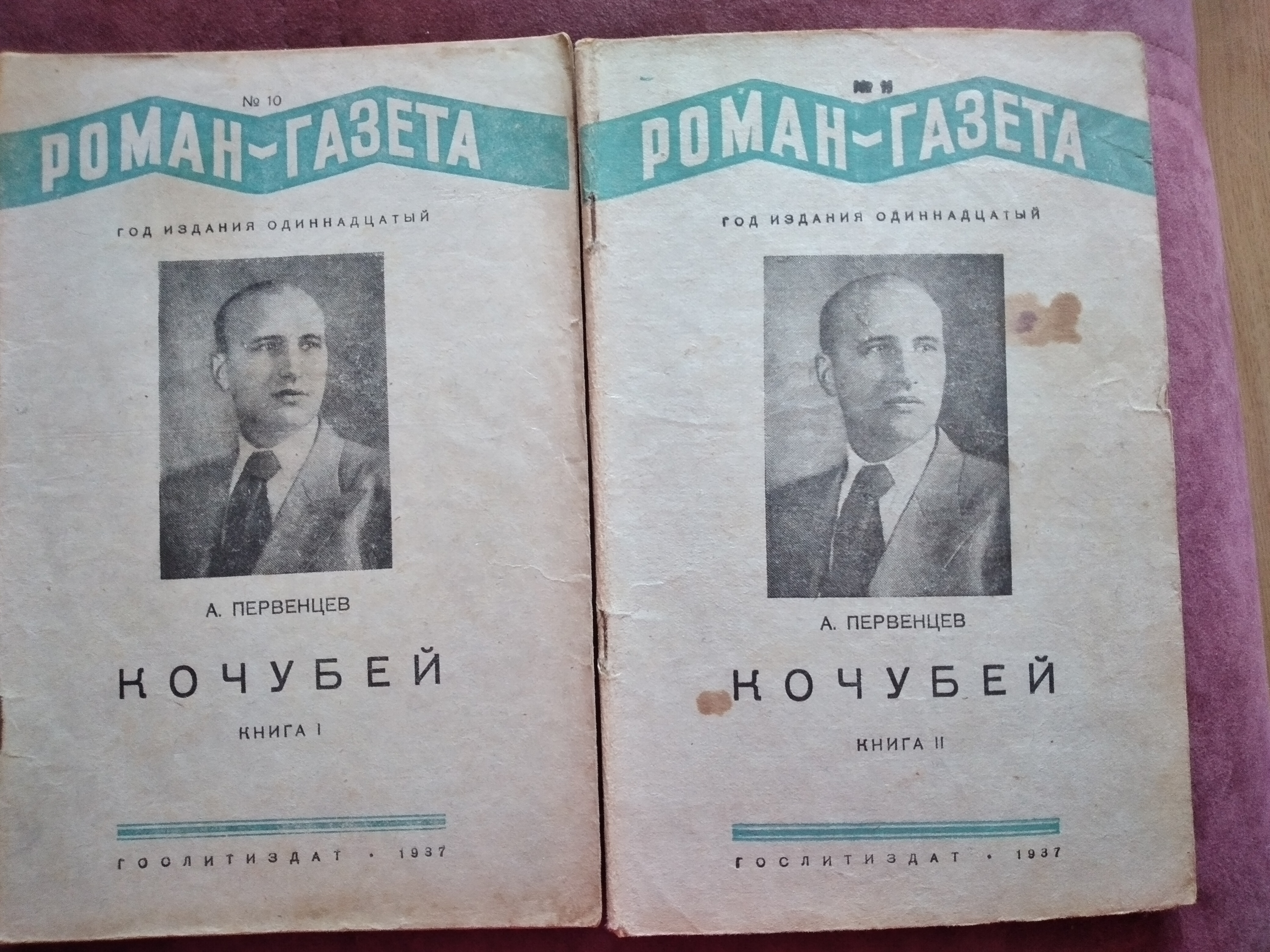
первое всероссийское издание

Арка́дий Алексе́евич Пе́рвенцев (1905—1981) — русский советский прозаик, сценарист, драматург и журналист, специальный корреспондент. Лауреат Сталинской премии II степени (1949, дважды). Кавалер ордена Ленина (1975).

## Биография
Аркадий Алексеевич Первенцев родился 13 (26) января 1905 года в селе Нагут, ныне Минераловодский район Ставропольского края в учительской семье кубанского казачьего происхождения. Отец — Первенцев Алексей Иванович — православный священник, мать — Афанасьева Любовь Андреевна — учительница. Сестра- Надежда Алексеевна Первенцева, жена известного украинского режиссёра Тимофея Левчука. Троюродный брат Владимира Маяковского. Рос на Кубани, в станице Новопокровской. Был культработником в станице Новорождественской, корреспондентом в газетах «Пролетарский путь» и «Ленинский путь» в Тихорецке. Проходил действительную службу в кавалерии, прошёл путь от красноармейца до командира сабельного взвода. После демобилизации переехал в Москву, учился на вечернем отделении МВТУ имени Баумана (1929—1933), одновременно работал и писал рассказы. В 1937 опубликовал ставший знаменитым роман «Кочубей» (одноимённый фильм, 1958) о герое Гражданской войны И. А. Кочубее. В 1940 году публикует роман «Над Кубанью», тоже о Гражданской войне.
В годы Великой Отечественной войны работал специальным корреспондентом «Известий», сотрудничал также в «Красной звезде» и «Красном флоте». Политработник РККФ, капитан 1-го ранга. 2 июля 1942 года вместе с Евгением Петровым, погибшим в этой аварии, попал в авиакатастрофу, чудом выжил. В годы войны им написаны романы «Испытание» (1942), «Огненная земля» (1945), пьеса «Крылатое племя» (1941), рассказы, в том числе «Девушка с Тамани», «Валька с торпедной „девятки“».
После войны пишет сценарий кинофильма «Третий удар» (1948) о Крымской наступательной операции, романы «Честь смолоду» (1948), «Матросы» (1961), «Гамаюн, птица вещая» (1963), «Оливковая ветвь» (1965), «Директор Томилин» (1978), «Секретный фронт» (кн. 1—2, 1971—1978). Депутат ВС РСФСР. Член правления СП РСФСР и СП СССР. Член ВКП(б) с 1950 года.
В годы репрессий Аркадий Первенцев писал в своих дневниках сочувствие к происходящему, в частности он был шокирован арестом Ольги Берггольц. В предвоенные годы, в дневниках отображаются волнения автора, предчувствия скорой войны. В послевоенные годы автор участвовал в травле писателей еврейского происхождения в связи с «кампанией по борьбе с космополитами» и делом Еврейского антифашистского комитета. За это в годы оттепели подвергся опале — писатели и шестидесятники упрекали автора в сталинизме и в верности «культу личности».
В поздние годы Первенцев очень сильно переживал кризис идеологии Советского государства:
«Да ведь должно быть Рождество. Когда? Вот нехристь-то… Если за 50 лет сумели начисто вытоптать из душ религию, исповедавшуюся 2000 лет, что останется от нашей религии, если умножатся внутренние враги коммунизма? Неужели наши жизни окажутся зряшними и напрасно были потрачены силы и кровь?»
Скончался Аркадий Алексеевич Первенцев 30 октября 1981 года. Похоронен на Кунцевском кладбище в Москве.
Из наградного листа на представления Аркадия Алексеевича Первенцева на орден «Отечественная война» I степени:
«Писатель Аркадий Первенцев по моему заданию выезжая в длительные командировки на Черноморский флот оказал большую помощь политработникам флота в боевой обстановке. Неоднократно участвуя в боевых операциях в батальоне морской пехоты А. Первенцев написал ряд рассказов о очерков о мужестве и геройстве Черноморцев. Сейчас он работает над созданием большого художественного произведения о моряках Черноморцах».

## Критика
По характеристике Евгения Шварца, черносотенец.
Идеологическая направленность творчества Первенцева резко оценивалась зарубежными исследователями (так, пьеса 1951 «Младший партнёр» именовалась «подстрекательским вкладом в борьбу с космополитизмом»). Советская критика, начиная с 1960-х, многократно акцентировала «отпечаток культа личности», особенно в пьесах и киносценариях Первенцева («Южный узел», «Третий удар» и др.). Авторы 2-томной «Истории советского романа» (1965) отмечали недостаточно высокий художественный уровень произведений Первенцева: облегчённое изображение сложных социальных и психологических ситуаций, издержки т. н. «производственного жанра», схематизм конфликта, однообразие стиля. Если приверженность той или иной идеологической доктрине, в конечном итоге,— личное дело и право человека, то наличие серьёзных художественных просчётов в произведении писателя, разумеется, оправданию не подлежит.
В романе Первенцева «Честь смолоду» (1948) впервые затронута тема обороны Аджимушкайских каменоломен. Один из персонажей книги Арсений Афанасьев рассказывает, что был участником обороны каменоломен. «С мая до пятнадцатого июня сидели. Пятнадцать тысяч человек… Скалами нас обвалили, выходы замуровали. Камни сосали, воды не было… Там три детских кладбища оставили в каменоломнях… А потом пустили дым, а потом газ… газ… Триста человек ушли, пробились. Из пятнадцати тысяч — триста!» Об этой трагедии военного времени Первенцев упомянул один из первых. Кроме того, на протяжении всего романа постоянно подчёркивается предательство крымских татар, как народности, по отношению к советской власти и к русскому населению Крыма. На всём протяжении романа неоднократно упоминается Сталин Иосиф Виссарионович, разумеется в самых восторженных тонах. И грузины в партизанском отряде, в противовес татарам показаны смелыми и стойкими бойцами.
В ответ на фельетон А. Первенцева «Куриный бог» в газете «Советская культура» поэт Владлен Бахнов написал сатирические стихи «Коктебля», которые быстро разошлись по стране благодаря многочисленным бардам-любителям:
Ах, что за славная земля

Вокруг залива Коктебля:

Колхозы, бля, совхозы, бля, природа!

Но портят эту красоту

Сюда приехавшие ту-

неядцы, бля, моральные уроды!

. . . . . . . . .

Пусть говорят, что я свою

Для денег написал статью,

Не верьте, бля, не верьте, бля, не верьте!

Нет, я писал не для рубля,

А потому что был я бля,

И есть я — бля и буду бля до смерти!

## Семья
Сын — Владимир Аркадьевич Первенцев (1931—2008), фотограф.

## Произведения
- Собрание сочинений в 6 томах. М., 1977—1980 — 100 000 экз.
- Избранные произведения. Т. 1-2. Симферополь, 1950.

### Романы
- Кочубей (М., 1937)
- Над Кубанью (1940)
- Испытание (Молотов, 1942)
- Огненная земля (Симферополь, 1946)
- Честь смолоду (1948)
- Матросы (М., Воениздат, 1961)
- Гамаюн — птица вещая (М., 1963)
- Остров надежды (М., 1968)
- Оливковая ветвь (М., 1966)
- Секретный фронт (М., 1972)
- Чёрная буря (1974)
- Директор Томилин (М., 1979)

### Повести
- Баллада о детстве (М., 1968)
- Богиня Изида. М. , 1961
- Северный ветер. М., 1966

### Сборники рассказов
- Гвардейские высоты (1944)
- Комсомольский пикет. М.-Л., 1944
- Люди одного экипажа (М., 1954, 1955)
- Шестнадцатая весна. М., 1956
- Долг платежом красен. М., 1957
- Шестнадцатая весна. Иркутск, 1958
- Девушка с Тамани (Краснодар, 1959)
- Поиски сына. М., 1961
- Разведка жизнью. М., Воениздат, 1965
- Уральцы. М., 1971
- Навстречу подвигу. М., 1976

### Книги очерков
- По Уралу (Молотов, 1945)
- В Корее. М., Советский писатель, 1950
- В Албании. М., 1951
- В Исландии. Путевые очерки (М., 1952)
- Творчество миллионов. М., 1957
- Выход в океан. М., 1958
- Разговор о культурном человеке М.,1959
- Продолжаем разговор о культурном человеке. М., 1961
- Оружие памяти. М., 1977

### Сценарии кинофильмов
- 1948 — Третий удар (режиссёр И. А. Савченко)
- 1954 — Герои Шипки (режиссёр С. Д. Васильев)
- 1958 — Кочубей (режиссёр Ю. Н. Озеров)
- 1959 — Фуртуна (режиссёры Ю. Н. Озеров и К. Дамо)
- 1964 — Космический сплав (режиссёр Т. В. Левчук)
- 1967 — Железный поток (режиссёр Е. Л. Дзиган)

### Пьесы
- Крылатое племя (1941)
- Южный узел (М.-Л., 1949)
- Младший партнёр (М., 1951)

## Награды и премии
- орден Ленина (28.01.1975)
- орден Отечественной войны 1-й степени (07.04.1945)
- два ордена Трудового Красного Знамени (05.02.1955; 12.02.1965)
- орден «Знак Почёта» (31.01.1939)
- медаль «За оборону Севастополя»
- медаль «За оборону Кавказа»
- медаль «За победу над Германией в Великой Отечественной войне 1941-1945 гг.»
- другие медали
- Сталинская премия второй степени (1949) — за роман «Честь смолоду» (1948)[6]
- Сталинская премия второй степени (1949) — за сценарий фильма «Третий удар» (1948)[6]